# RealD Cinema

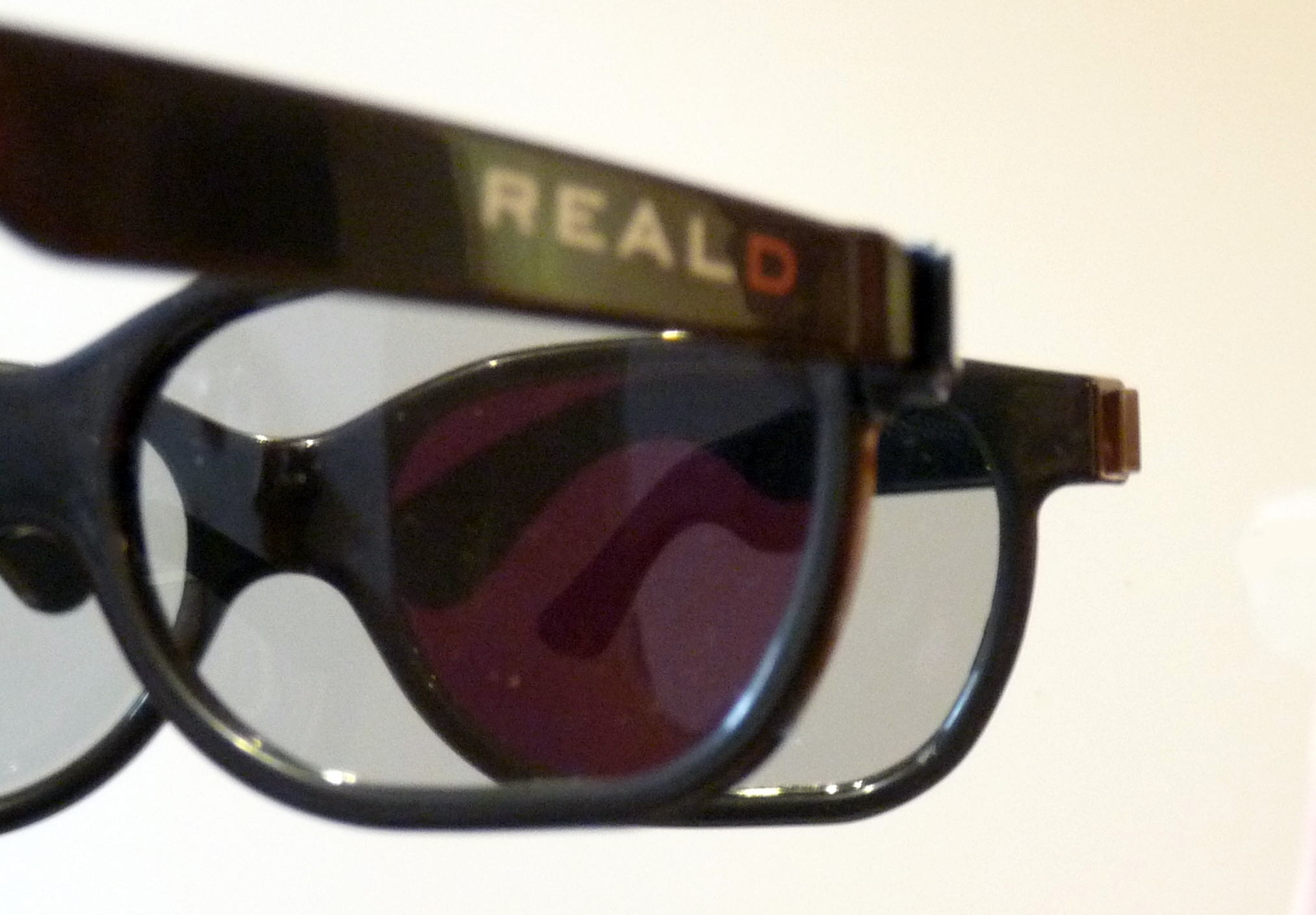
RealD-bril

RealD Cinema is een digitale stereoscopieprojectietechnologie die wordt geproduceerd en verkocht door RealD Inc. Het is het meest gebruikte systeem voor het bekijken van 3D-films in de bioscoop.

## Techniek
Het systeem werkt met circulair gepolariseerd licht, waarbij de lichtsignalen voor elk oog niet lineair gepolariseerd, zoals bij veel oudere 3D-technieken, maar circulair gepolariseerd op het doek geprojecteerd worden. Het doek moet een dunne zilveren of aluminium laag hebben om dit signaal te weerkaatsen naar de bioscoopbezoeker, die een speciale RealD-bril nodig heeft die de signalen voor elk oog onderscheiden. Het licht voor het rechteroog draait met de klok mee, voor het linkeroog tegen de klok in. Als de projector in de bioscoop geschikt is (de projector moet sowieso digitaal zijn) wordt het zogenaamde “ZScreen”-apparaat voor de projector geplaatst om de stereoscopische beelden beurtelings linksom en rechtsom te polariseren.
Een normale bioscoopfilm wordt afgespeeld met 24 beeldjes per seconde. Om flikkeren van een 3D-film te voorkomen, voorziet RealD in afspelen op 3-voudige snelheid. Elk beeldje wordt driemaal afgespeeld, beurtelings links en rechts. Dit resulteert in een projectiefrequentie van 144 beelden per seconde.
Het voordeel van circulaire polarisatie ten opzichte van lineaire polarisatie is, dat ook wanneer de bioscoopbezoeker zijn hoofd scheef houdt, het 3D-effect in stand blijft. De techniek heeft ten opzichte van "actieve" 3D-projectie als voordeel, dat een goedkoop, passief 3D-brilletje gebruikt kan worden. Belangrijkste nadeel is, dat de bioscoop een duur, van zilverdeeltjes voorzien, projectiescherm moet aanschaffen. Daarnaast is de lagere helderheid, zowel door de lage doorzichtigheid van de glazen in de bril als het projectiesysteem zelf, een probleem. Dit kan verholpen worden door het gebruik van een sterkere projectielamp.

## Introductie
In Nederland werd de techniek voor het grote publiek geïntroduceerd in Pathé Buitenhof in Den Haag, toen de film Beowulf in 2007 werd uitgebracht. In de Verenigde Staten bestond het systeem al langer. De licentiekosten die bioscopen betalen voor RealD, zowel per systeem (in de Verenigde Staten zo’n 5.000 tot 10.000 dollar) als per verkocht kaartje (in de Verenigde Staten zo’n 50 dollarcent), worden gefinancierd met toeslagen. Bij Pathé in Nederland bedraagt die toeslag 2,50 euro inclusief bril.